# سنتز خود احتراقی

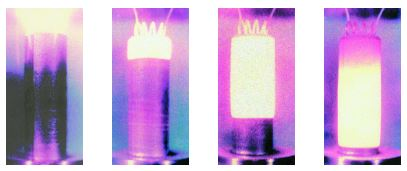
فرایند SHS (شعله جامد)

سنتز خود احتراقی پیش رونده (به انگلیسی:(Self-propagating high-temperature synthesis (SHS) روشی برای تولید ترکیبات معدنی و آلی به وسیله واکنش احتراقی گرمازا در جامدات مختلف است. واکنش‌ها می‌توانند بین یک واکنش دهنده جامد همراه با گاز، مایع یا مواد جامد دیگر رخ دهند. اگر واکنشگرها، واسطه‌ها و محصولات همه مواد جامد باشند، به عنوان شعله جامد شناخته می‌شود. اگر واکنش بین یک واکنش دهنده فاز جامد و یک واکنش دهنده فاز گاز رخ دهد، به آن احتراق نفوذی گفته می‌شود. از آنجا که این روند در دماهای بالا رخ می‌دهد، این روش برای تولید مواد نسوز از جمله پودرها، آلیاژهای فلزی یا سرامیک‌ها مناسب است. این فرایند در نتیجه واکنش‌های شیمیایی داخل سیستم است و این امکان را فراهم می‌کند که بدون گرمایش خارجی، مواد را در دمای ۸۰۰–۴۵۰۰ درجه سانتیگراد زینتر و شکل دهد. سرعت فرایند در این روش بالا است (حداکثر ۰٫۱۵ متر بر ثانیه). فرایند SHS مدرن در سال ۱۹۷۱ گزارش و ثبت اختراع شد، اگرچه قبلاً برخی از فرایندهای شبیه SHS شناخته شده بودند.
SHS مبتنی بر اصل استفاده حداکثری از انرژی شیمیایی مواد واکنش دهنده برای به دست آوردن ترکیبات مورد نظر است. موارد زیر می‌توانند به عنوان واکنشگر در این روش استفاده شود:
- فلز با غیرفلز
- فلز با فلز
- غیر فلز با غیر فلز یا ترکیبات آنها.

از محصولاتی که با این روش بدست می‌آورند می‌توان به موارد زیر اشاره کرد:
- - ترکیبات نسوز (کاربیدها، بوریدها، نیتریدها سیلیسیدها، اکسیدهای فلزی)
- - هیدریدهای فلزی
- - کالکوژنیدها (سولفیدها، سلنیدها، تلوریدها)
- - ترکیبات بین فلزی (آلومینیدها، نیکلیدها، ژرمانیدها)
- - فسفیدهای فلزی و غیر فلزی
- - محلول‌های جامد تک فاز و سیستم‌های چند جزئی ناهمگن[۵]

## مزایا و معایب
سنتز خود احتراقی پیش رونده یک روش سنتز سبز است که راندمان انرژی بسیار بالایی دارد و در صورت وجود هر نوع حلال سمی، مقدار بسیار کمی از آن استفاده می‌شود. آنالیزهای محیط زیستی نشان می‌دهد که SHS تأثیرات زیست‌محیطی کمتری نسبت به روشهای سنتی فرایند فاز محلول دارد. با توجه به اینکه در این روش انرژی کمتری برای تولید مواد استفاده می‌شود، می‌توان با افزایش مقدار بچ در هزینه‌ها صرفه جویی کرد.SHS روشی مناسب برای تولید نانوذرات نیست. به‌طور معمول، ماهیت درجه حرارت بالا در فرایند منجر به پخت ذرات در حین و بعد از واکنش می‌شود. درجه حرارت بالا ایجاد شده در طول سنتز منجر به ایجاد مشکل اتلاف انرژی می‌شود، با این وجود برخی سیستم‌ها از این گرمای اضافی برای سایر فرایندها استفاده می‌کنند.

## کاربردها و انواع تکنیک‌ها
- آلیاژهای سخت و ساینده
- سرامیک‌های مقاوم در برابر حرارت‌های بالا
- مواد الکترونیکی و مواد ابررسانا
- پوشش‌های محافظ و مقاوم در برابر خوردگی
- کاتالیست‌های صنایع شیمیایی.
- مواد حافظه دار مورد استفاده در پزشکی

انواع فناوری SHS:
1. فناوری پودر SHS
2. زینترینگ با SHS
3. متراکم سازی با SHS
4. متالورژی SHS (فناوری ذوب با دمای بالا)
5. جوشکاری با SHS
6. فناوری پوششهای انتقال گاز با SHS

این تکنیک‌ها ویژگی‌های زیر را دارند:
- مصرف انرژی پایین (در بیشتر موارد انرژی فقط برای شروع فرایند SHS لازم است).
- تجهیزات تکنولوژیکی ساده و ظرفیت تولید بالا.
- کاهش تعداد مراحل فناوری در مقایسه با تکنولوژی‌های معمول.
- امکان‌سنجی خطوط تولید سازگار با تولید مواد و اقلام مختلف و قابلیت اتوماسیون کردن فرایند.
- جایگزینی مواد اولیه با مواد ارزان قیمت برای تولید یک محصول مشابه.

## فناوری ساخت پودر با SHS
این تکنیک شامل مراحل زیر است:

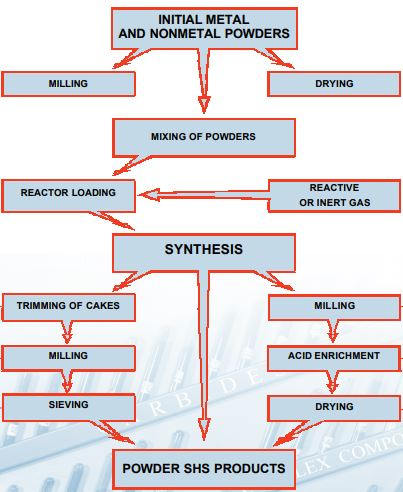

خردایش، دانه بندی و مخلوط کردن مواد اولیه
- پر کردن رآکتور با مخلوط مواد و گازها
- زینتر با حرارت دادن در زمان کوتاه
- آسیاب کردن، اسیدشویی، دانه بندی پودر تولیدی
سه نوع پودر حاصل از SHS به صورت گسترده وجود دارد: تک بلور، آگلومره و کامپوزیت.
یک پودر SHS تک بلور از کریستال‌های کامل و منحصر به فرد تشکیل شده‌است. اندازه ذرات بین ۰٫۵ تا ۳٫۰ میکرو متر است.
پودرهای آگلومره SHS از ذراتی تشکیل شده‌است که کاملاً بهم پیوسته‌است و بین آن‌ها تخلخل‌هایی وجود دارد. اندازه این آگلومره‌ها بین ۱۰ تا ۲۰۰ میکرومتر است.
ذرات پودر کامپوزیت SHS شامل ترکیبات مختلف از جمله مواد سرامیکی پودری حاوی ترکیبات دیرگدازی غیر اکسیدی (کاربیدها، بوریدها) هستند.

## اصول عملکرد SHS
به صورت معمول، SHS با واکنشگرهای پودری ریز که کاملاً با هم مخلوط هستند شروع به انجام می‌گیرید. در بعضی موارد، واکنشگرها کاملاً پودر می‌شوند و برای به حداقل رساندن سطح ویژه آنها را زینتر کرده تا از واکنشهای گرمازای ناخواسته، که می‌تواند خطرناک باشد جلوگیری شود. در موارد دیگر، این ذرات از طریق تکنیک‌هایی مانند آسیاب گلوله ای با انرژی بالا (به عنوان مثال آسیاب سیاره ای) به صورت مکانیکی فعال می‌شوند، که منجر به تولید ذرات نانوکامپوزیتی می‌شود که شامل هر دو ماده واکنشگر در سلولهای شیمیایی منفرد است. پس از آماده‌سازی واکنشگرها ، سنتز با گرم کردن یک قسمت کوچک (معمولاً قسمت بالا) از نمونه شروع می‌شود. پس از شروع، موجی از واکنش گرمازا از طریق مواد باقی مانده جریان می‌یابد. SHS می‌تواند با فیلم‌های نازک، مایعات، گازها، سیستم‌های پودر- مایع، سیستم سوسپانسیون گازی، سیستم‌های لایه ای، سیستم‌های گاز- گاز و سایر موارد انجام شود. واکنش‌ها به صورت خلاء و تحت گاز بی اثر یا فعال انجام می‌گیرد. دمای واکنش را می‌توان با افزودن نمک بی اثر (مانند کلرید سدیم) که جاذب گرما در فرایند ذوب یا تبخیر است، یا با افزودن مخلوط بسیار گرمازا تعدیل کرد، تا نرخ سرمایش کاهش یابد.

## سینتیک واکنش
با توجه به ماهیت حالت جامد فرایندهای SHS، امکان اندازه‌گیری سینتیک واکنش درجا با استفاده از انواع آزمایش‌ها، از جمله انفجار الکترو حرارتی(electrothermal explosion)، دیفرانسیل آنالیز حرارتی(DTA)و… وجود دارد. سیستمهای مختلفی مورد مطالعه قرار گرفته‌است، از جمله ترکیبات بین فلزی، ترمیت‌ها، کاربیدها و سایر موارد. با استفاده از SHS، می‌توان نشان داد که اندازه ذرات تأثیر زیادی بر سینتیک واکنش دارد. علاوه بر این نشان داده شد که این اثرات به رابطه بین نسبت سطح به حجم ذرات مربوط می‌شود و سینتیک را می‌توان از طریق آسیاب کردن با انرژی بالا کنترل کرد. بسته به نوع مورفولوژی واکنشگرها، ممکن است در واکنش SHS ابتدا فاز مایع تشکیل شود سپس فاز جامد یا به‌طور مستقیم منجر به تولید محصولات فاز جامد و بدون هیچ گونه ذوب شود.